# Rømlingane
Die Rømlingane (norwegisch für Ausreißer) sind eine Gebirgskette im ostantarktischen Königin-Maud-Land. Sie ragen an der Westseite des Bergs Vendeholten in der Sverdrupfjella auf.
Aus der Luft fotografiert wurde diese Gebirgskette bei der Deutschen Antarktischen Expedition 1938/39 unter der Leitung des Polarforschers Alfred Ritscher. Norwegische Kartografen benannten sie deskriptiv nach ihrer geografischen Lage und kartierten sie anhand von Vermessungen und Luftaufnahmen der Norwegisch-Britisch-Schwedischen Antarktisexpedition (1949–1952) sowie Luftaufnahmen der Dritten Norwegischen Antarktisexpedition (1956–1960).